# セイリッシュ語族
セイリッシュ語族（セイリッシュごぞく、英: Salishan languages）は太平洋岸北西部（カナダのブリティッシュコロンビア州、およびアメリカ合衆国のワシントン州、オレゴン州、アイダホ州、モンタナ州）で用いられている言語群である。

## 語族名別称
- サリシュ語族
- セイリッシ語族

## 下位分類
セイリッシュ語族の分類に関しては、まず Boas & Haeberlin (1927) で20種類の言語が「方言」として内陸語派（英: Interior (en) ）と海岸語派（英: Coast (en) ）とに大別されたのち、Swadesh (1950) により23言語が内陸語派、海岸語派、ベラクーラ語、ティラムーク語の計4つの語派に分けられた。さらに Thompson (1979) ではティラムーク語が海岸語派に含まれている他、ツァモス語派（英: Tsamosan; 別名: オリンピック語派 (英: Olympic)）が見られ、ベラクーラ語や内陸語派と合わせて4つの語派に分類されている。
以下の分類や日本語名の大半は渡辺（2003）に依拠したもので、これも23言語からなるものである。†は死語であることを意味する。
- 海岸語派（Coast; 別名: 中央語派 (Central)）
  - クラーラム語（英語版）（Klallam、Clallam）
  - コモックス語（英語版）（Comox; 別名: コモックス・スライアモン語 (Comox-Sliammon)）
  - シーシェルト語（英語版）（Sechelt）
  - スクォミッシ語（英語版）（Squamish; 別名: スクワミシュ語、スコミシュ語）
  - 北ストレイツ語（英語版）（Northern Straits）
    - サーニッチ語（Saanich）

  - トゥワナ語（英語版）（Twana）†
  - ヌックサック語（英語版）（Nooksack）†
  - ハルコメレム語（英語版）（Halkomelem）
  - ペントラッチ語（英語版）（Pentlatch）†
  - ルシュツィード語（英語版）（Lushootseed）
- ツァモス語派（Tsamosan）
  - カウリッツ語（英語版）（Cowlitz）
  - クイナルト語（英語版）（Quinault）
  - 上チヘリス語（英語版）（Upper Chehalis）
  - 下チヘリス語（英語版）（Lower Chehalis）
- ティラムーク語（英語版）（Tillamook）†
- 内陸語派（Interior）
  - オカナガン語（Okanagan; 別名: コルビル・オカナガン語 (Colville-Okanagan)）
  - コル・ダレーン語（英語版）（Coeur d'Alene）
  - コロンビア語（英語版）（Columbian）
  - シュスワプ語（Shuswap; 原語名: Secwepemctsín）
  - スポカン・カリスペル・フラットヘッド語 (en) （Spokane-Kalispel-Flathead）
  - トンプソン語（英語版）（Thompson）
  - リルエット語（英語版）（Lillooet; 原語名: St'at'imcets）
- ベラクーラ語（英語版）（Bella Coola; 原語名: Nuxalk; 別名: ベラ・クーラ語）

## 音論
セイリッシュ語族全体においては、唇音化した子音や声門化した子音が見られる点が特徴である。

## 文法
セイリッシュ語族の言語全体に共通する文法的な特徴として、名詞と動詞の区別が曖昧であるという点が挙げられる。たとえば内陸語派のシュスワプ語においては、以下の例のようにAという事柄を表す語は人称Bを表す接辞の付加等により「BはAである」という叙述的な意味を表すことが可能である。
語には主に重複（英: reduplication）による変化と接辞による変化が見られる。このうち接辞については接頭辞、接中辞、接尾辞が見られるものの、最も種類が豊富であるのは接尾辞で、100を超える数のものが見られる。これに対して接頭辞は空間的な情報を示すものや名詞化の機能を果たすものなどが存在するものの、接尾辞と比べると数は少ない。接中辞に至っては、わずかに2、3種類しか見られない。